# Vila Františka Komárka
Vila Františka Komárka je puristický rodinný dům postavený pro stavitele Františka Komárka v letech 1925–⁠27 ve čtvrti Svobodné Dvory v Hradci Králové.

## Historie
Investor vily, stavitel František Komárek, pocházel z rolnické rodiny, která vlastnila mj. též cihelnu a továrnu na kysané zelí ve Svobodných Dvorech. Se svým záměrem zbudovat rodinnou vilu, která by dobře reprezentovala jeho stavební podnik, oslovil svého spolužáka a přítele ze studií architekta Vojtěcha Krcha (Komárkova vila byla zřejmě jednou z jeho prvních samostatných prací). Dům byl realizován v letech 1925–⁠27.
Zajímavostí je, že František Komárek, který byl velkým příznivcem moderní architektury, kontaktoval architekta Vojtěcha Krcha v roce 1929 znovu, tentokrát s prosbou o návrh dalšího, většího rodinného sídla. Tato funkcionalistická vila byla na protější straně téhož rozsáhlého pozemku dokončena v roce 1931, bohužel se ale nedochovala.
Vila Františka Komárka byla po Vítězném únoru přebudována na mateřskou školu - za pomoci zaměstnanců i rodičů dětí byla opravena a slavnostně otevřena 18. října 1952. V roce 1990 se o budovu přihlásili Komárkovi dědicové, ti v roce 2001 vilu prodali městu Hradec Králové a vila dál slouží jako mateřská škola.

## Architektura
Dům stojí na půdorysu dvou protínajících se čtverců. Pro fasádu jsou typické kombinace cihelného zdiva s omítaným a kombinace strohých puristických tvarů s expresionisticky dynamickými. Centrem přízemí domu je obytná hala, propojená skleněnou posuvnou stěnou s jídelnou, dále kuchyní (ta byla elektrifikována) a dalším zázemím. V patře jsou umístěny pokoje, ložnice majitele s šatnou a koupelnou a také rozlehlá terasa.

## Galerie

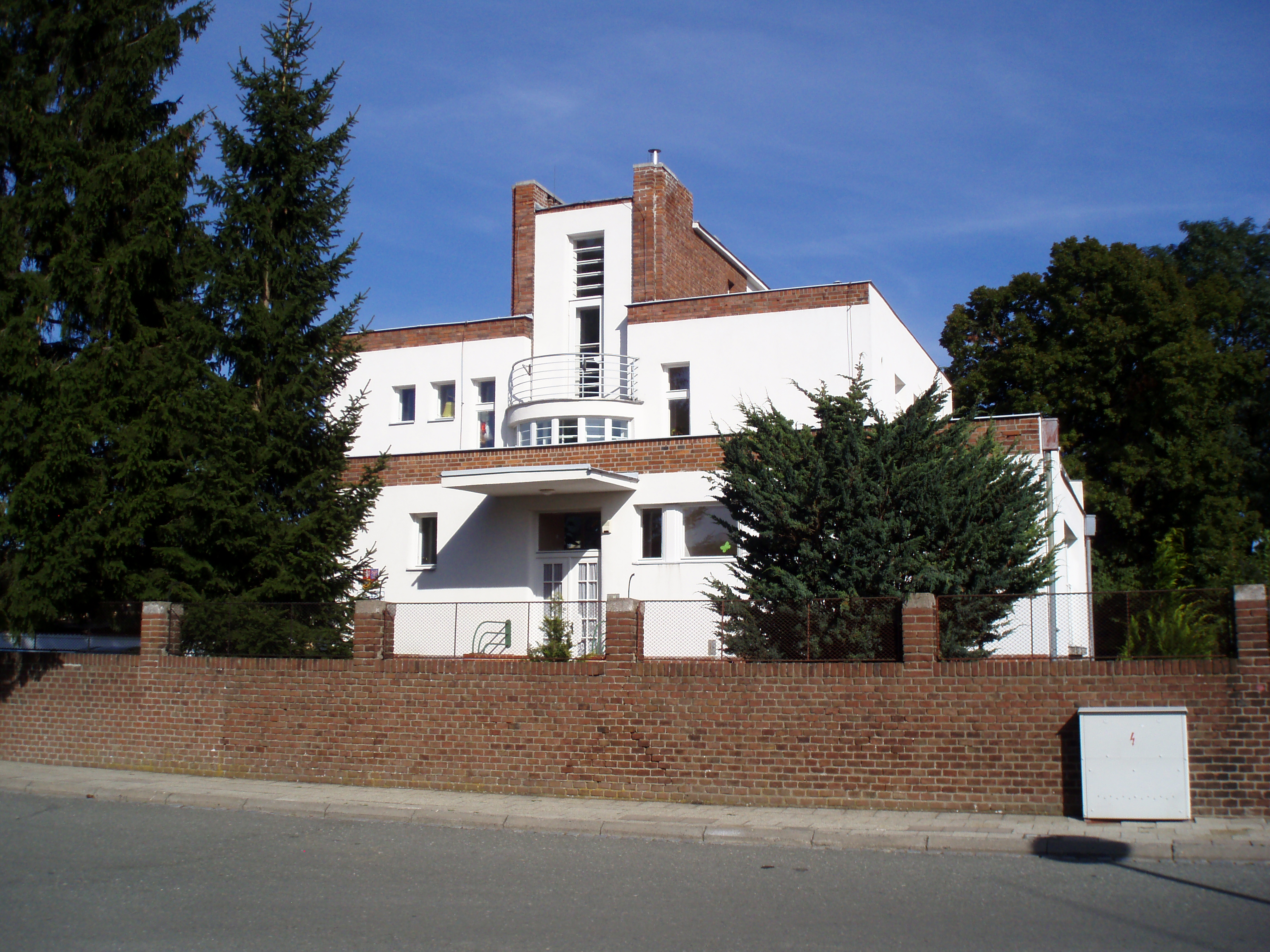
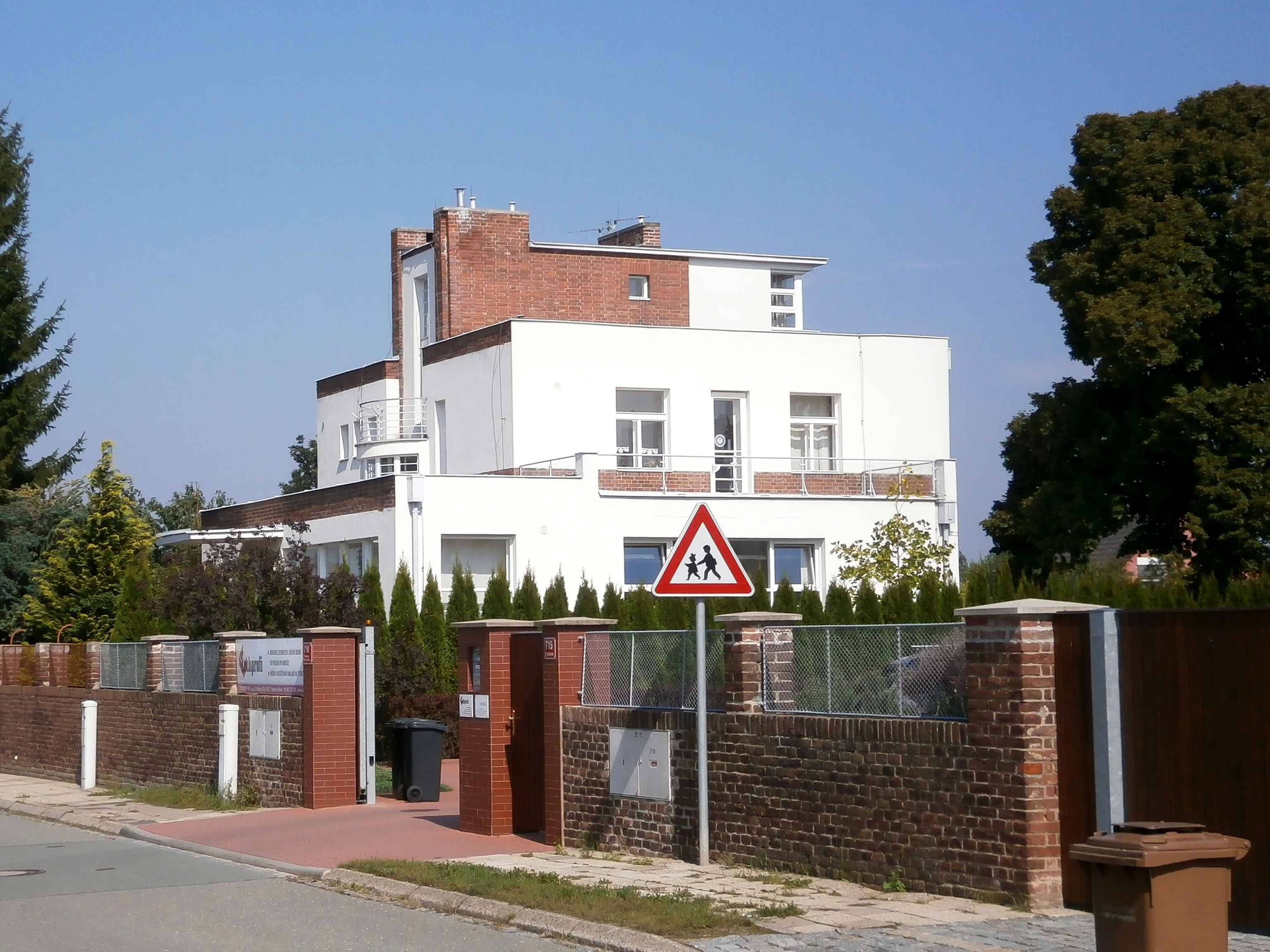